# Podgrodzie (Kryłos)
Podgrodzie (ukr. Підгороддя) – dawna wieś na Łukwią, obecnie zachodnia część wsi Kryłos na Ukrainie, w obwodzie iwanofrankiwskim, w rejonie halickim. Stanowi większą, prawobrzeżną część, wsi w rejonie ulicy Franka.

## Historia
Dawniej wieś. Począwszy od XIX wieku stanowiła odrębna gminę jednostkową w Bezirk Halicz, liczącą w 1854 roku 382 mieszkańców; od 1867 w powiecie stanisławowskim. Następnie została połączona z Kryłosem w jedną gminę.
W II Rzeczypospolitej w powiecie stanisławowskim województwa stanisławowskiego, w 1934 weszła w skład gromady Kryłos (obejmującą miejscowości Czetwertki, Kryłos i Podgrodzie) w nowej zbiorowej gminie Błudniki. Po II wojnie światowej w ZSRR.